# Ascalabos
Ascalabos es un género extinto de peces actinopterigios prehistóricos. Fue descrito por Münster en 1839.
Vivió en lo que actualmente es Australia, Bélgica, Croacia, España, Francia, Alemania, Italia, Japón, Luxemburgo, Noruega, Reino Unido y los Estados Unidos (Nevada y Colorado).

## Fósiles

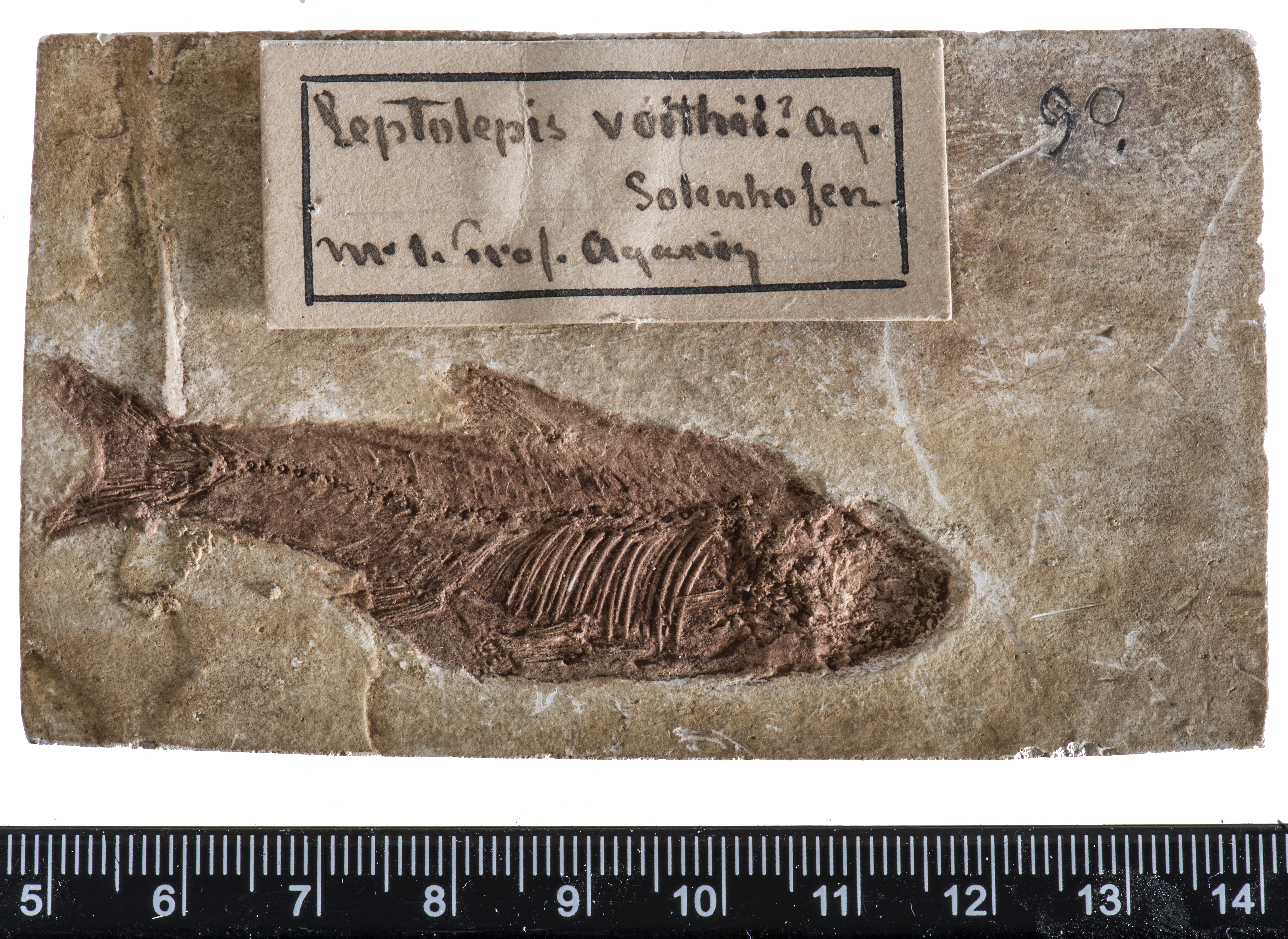
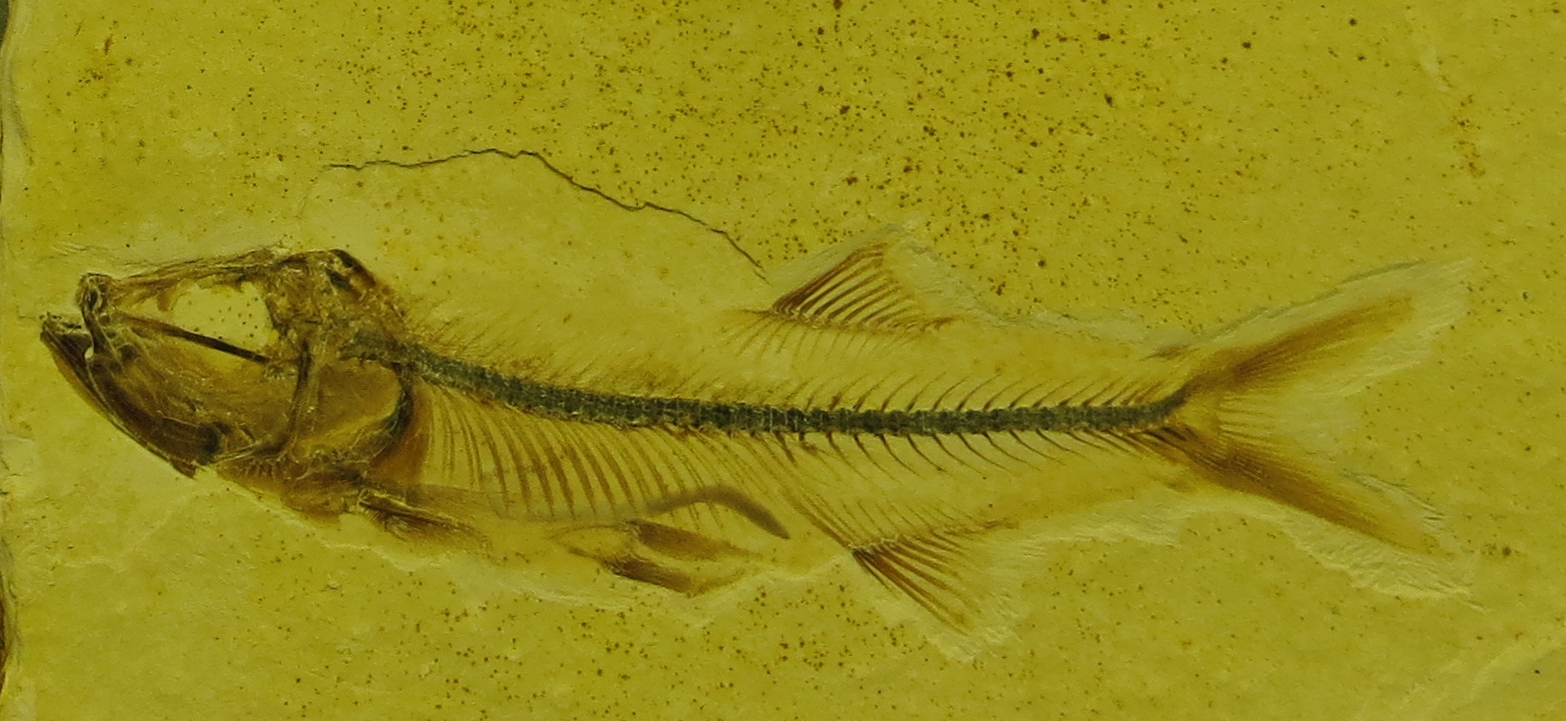
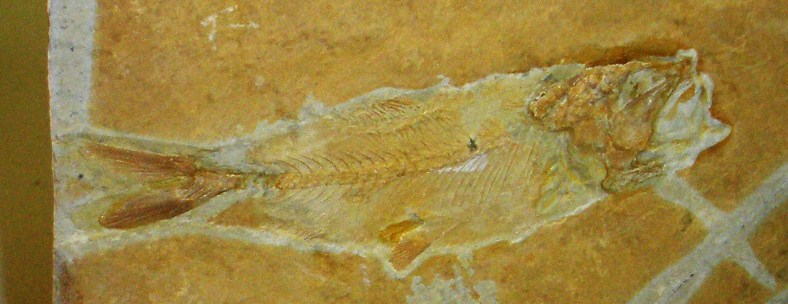
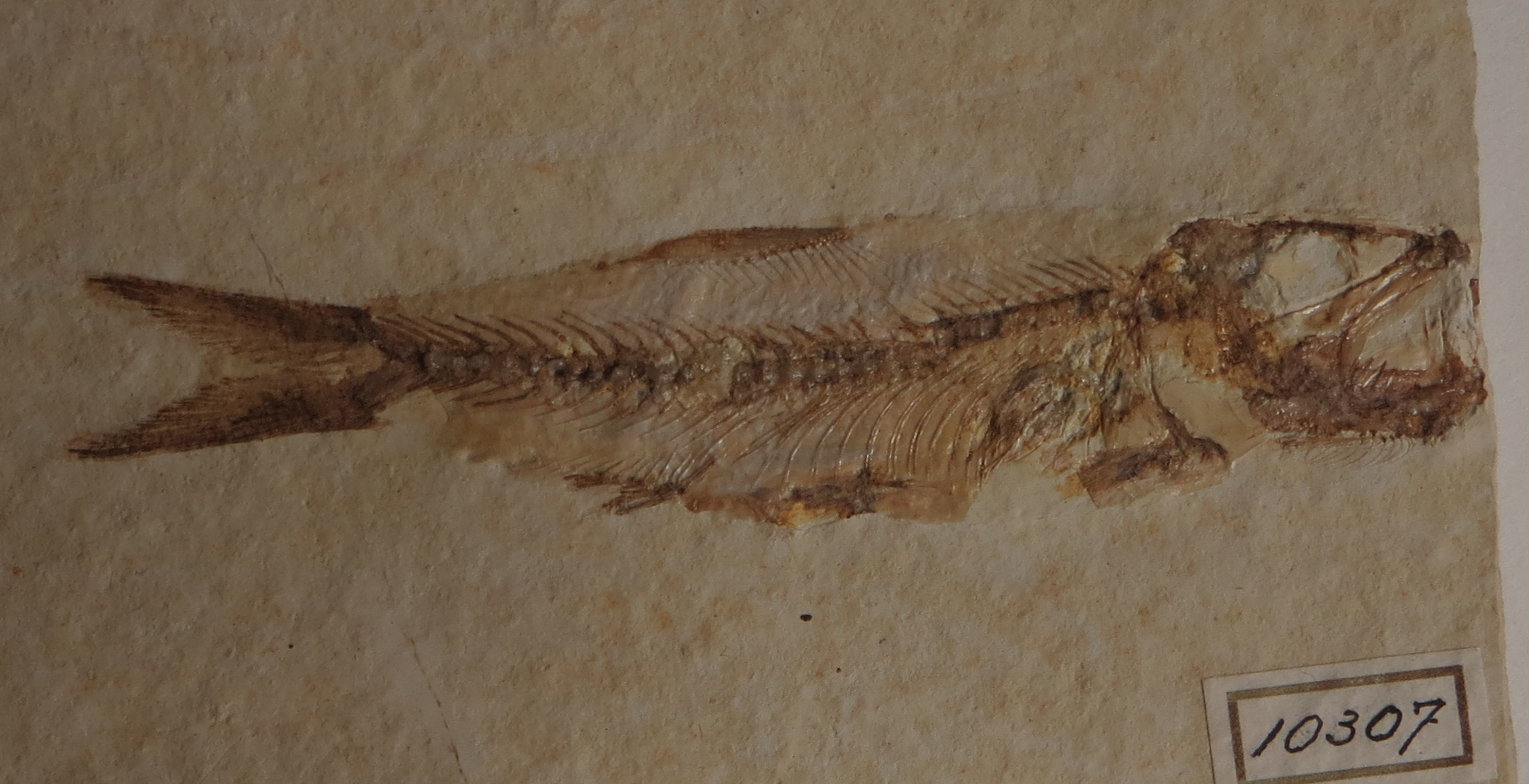
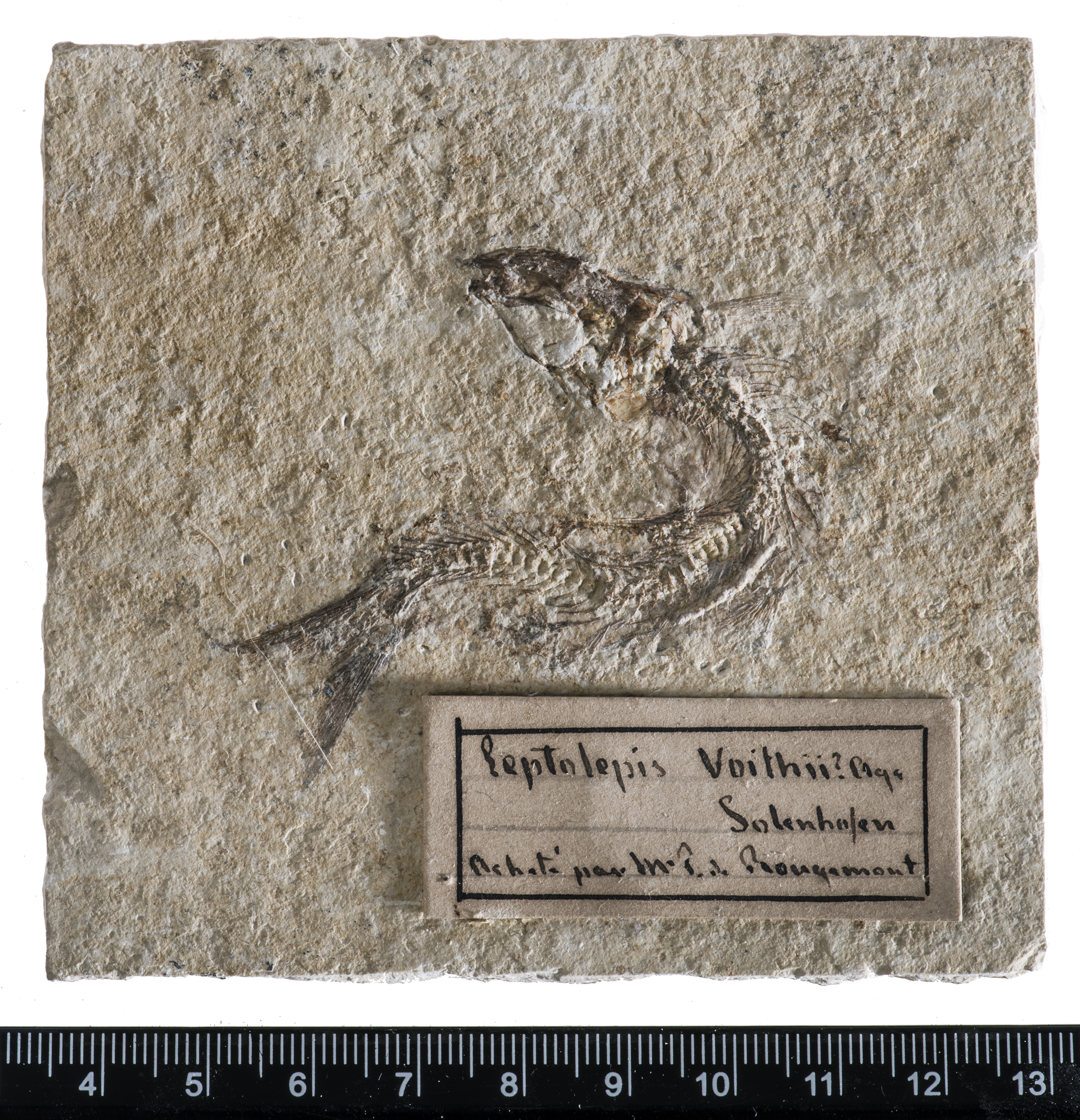